# Cristo cade sotto la croce
Cristo cade sotto la croce è la nona delle quindici "casse" che vengono portate a spalla durante la processione del Venerdì Santo che si svolge a Savona ogni due anni, negli anni pari.

## Caratteristiche
Si tratta di una scultura lignea di scuola napoletana acquistata nel 1623. Conservata nell'oratorio dei Santi Pietro e Caterina, viene portata a spalla da 12 portatori per tappa. Le sue dimensioni sono di m 2,70 x 3,00 x 1,50. Vi sono rappresentanti Gesù caduto sotto una enorme croce, mentre viene strattonato da un soldato che tiene il Cristo legato per il collo. Dietro, Simone di Cirene, tenta inutilmente di afferrare la croce che pare quasi sfuggirgli di mano. La composizione della scena rimane comunque molto statica e l'espressività ingenua delle figure tradisce una mano popolana di un artigiano non troppo abile. Fu oggetto di restauro nel 1986.